# Anita Király
Anita Király (ur. 24 września 1971 w Egerze) – węgierska judoczka. Olimpijka z Barcelony 1992, gdzie zajęła dziewiąte miejsce w wadze średniej.
Uczestniczka mistrzostw świata w 1989 i 1991. Startowała w Pucharze Świata w 1991 i 1992. Trzecia na ME juniorów w 1988 roku. Medalistka kraju.

## Letnie Igrzyska Olimpijskie 1992
| Konkurencja | Eliminacje                  | Eliminacje          | Repasaże              | Klas. końcowa |
| Konkurencja | Przeciwnik I                | Przeciwnik II       | Przeciwnik I          | Miejsce       |
| ----------- | --------------------------- | ------------------- | --------------------- | ------------- |
| 66 kg       | Jelena Kotielnikowa (CIS) Z | Odalis Revé (CUB) P | Grace Jividen (USA) P | 9.            |